# TV Pampa Sul
TV Pampa Sul é uma emissora de televisão brasileira sediada em Pelotas, cidade do estado do Rio Grande do Sul. Opera no canal 13 (26 UHF digital), e é afiliada à RedeTV!. A emissora integra a Rede Pampa, rede de televisão pertencente ao grupo homônimo, e gera sua programação para a porção sul do estado. Seus estúdios estão no 7.º andar da Galeria Tillmann, no centro da cidade, e sua antena de transmissão está no bairro Três Vendas, adjacente ao Seminário Diocesano São Francisco de Paula.

## História

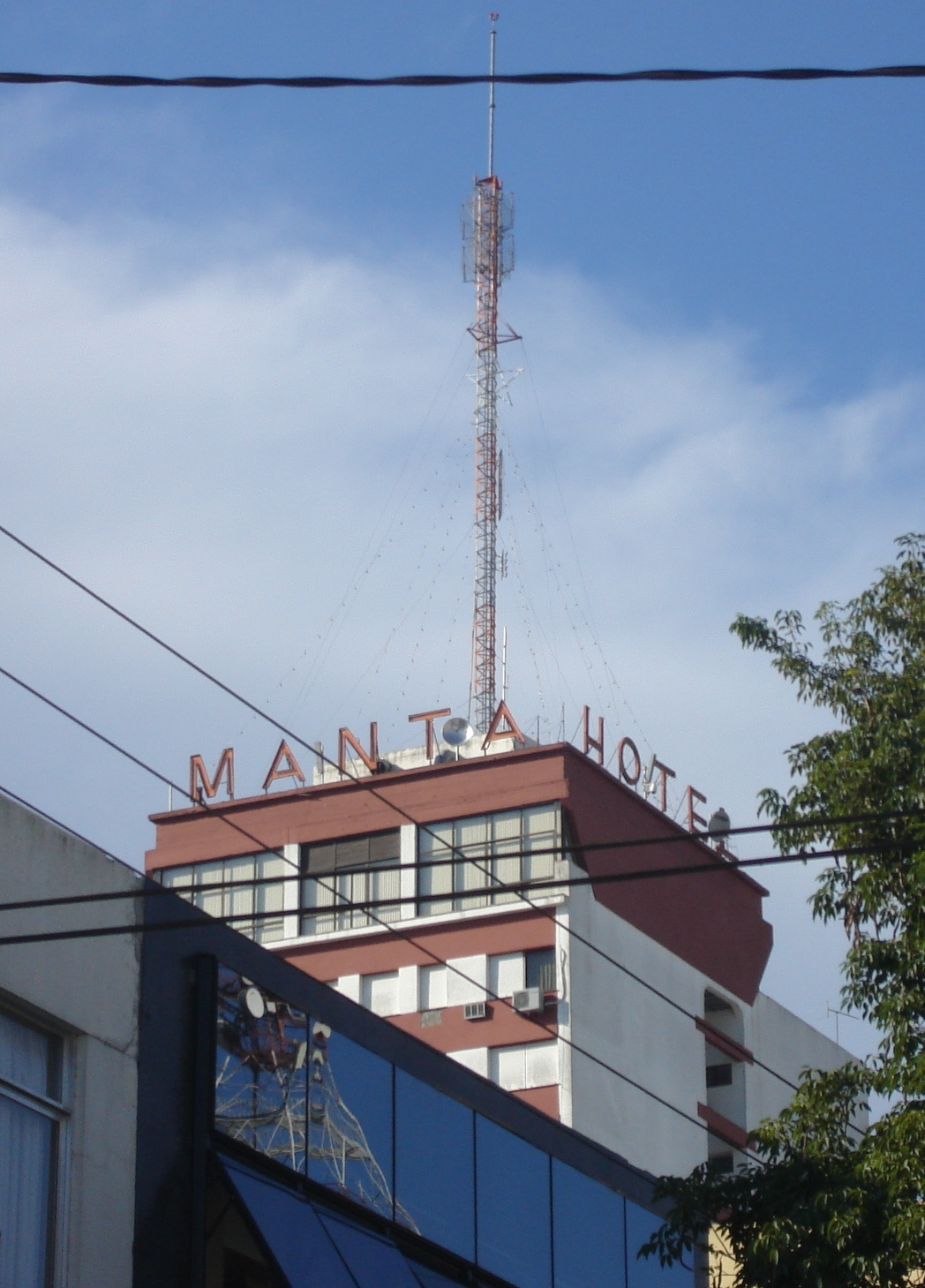
Antiga torre de transmissão da emissora, no topo do Hotel Manta, em 2008

A TV Pampa Sul iniciou suas atividades em 1.º de novembro de 1987, como afiliada à Rede Manchete, assim como a TV Pampa de Porto Alegre, porém em 1.º de junho de 1992 abandonou a emissora da família Bloch e afiliou-se ao SBT, juntamente com as outras duas emissoras da Rede Pampa no interior gaúcho (TV Pampa Centro, de Santa Maria, e TV Pampa Norte, de Carazinho).
Em 1.º de novembro de 2003, a emissora deixou o SBT e uniu-se à Rede Record. Além de retransmitir a sua programação para o sul do estado, a TV Pampa também produziu programas locais, como o telejornal Pampa Meio Dia, e transmitiu, a partir de 2007, o telejornal Pampa Boa Noite, produzido em Santa Maria, pela TV Pampa Centro.
Em 2008, a TV Pampa Sul, juntamente com as outras duas emissoras da Rede Pampa de Comunicação no interior do estado, adotaram o nome Record, transmitindo para sua região de cobertura, programas gerados pela TV Record Rio Grande do Sul. Depois de uma divergência entre os diretores da Rede Pampa e os executivos do Grupo Record, as emissoras voltaram a utilizar o nome TV Pampa. No dia 13 de junho, as empresas rescindiram o contrato, e em 14 de julho, a TV Pampa passou a transmitir o sinal da RedeTV!. Com isso, a TV Nativa passou a transmitir o sinal da Record na região.

## Sinal digital
| Canal virtual | Canal digital | Resolução de tela | Programação                                     |
| ------------- | ------------- | ----------------- | ----------------------------------------------- |
| 13.1          | 26 UHF        | 480i              | Programação principal da TV Pampa Sul / RedeTV! |

Transição para o sinal digital
Com base no decreto federal de transição das emissoras de TV brasileiras do sinal analógico para o digital, a TV Pampa Sul, bem como as outras emissoras de Pelotas e do sul do Rio Grande do Sul, cessou suas transmissões pelo canal 13 VHF em 28 de novembro de 2018, seguindo o cronograma oficial da ANATEL.

## Retransmissoras
- Bagé - 11 VHF / 26 UHF (em implantação)
- Camaquã - 13 VHF / 26 UHF (em implantação)
- Pinheiro Machado - 2 VHF / 26 UHF (em implantação)
- Piratini - 23 UHF / 49 UHF (em implantação)
- Rio Grande - 6 (50 UHF)
- Rio Grande (Praia do Cassino) - 13 (26 UHF)